# Pam Bondi
Pamela Jo "Pam" Bondi, född 17 november 1965 i Tampa i Florida, är en amerikansk jurist och republikansk politiker. 
Bondi är sedan 5 februari 2025 USA:s justitieminister.

## Biografi
Pam Bondi avlade kandidatexamen vid University of Florida 1987 och juristexamen vid Stetson University 1990. Hon antogs till Floridas advokatsamfund den 24 juni 1991.
Bondi var folkvald som attorney general (ungefär justitieminister och högsta delstatsåklagare) för delstaten Florida mellan 2011 och 2019. Hon besegrade demokraten Dan Gelber med 55 procent i mellanårsvalet 2010. Hon tillträdde ämbetet den 4 januari 2011 och blev den första kvinnan på posten genom tiderna.
I november 2024 nominerades hon av den tillträdande presidenten Donald Trump till posten som USA:s justitieminister.